# Muguira ibne Xuba
Almuguira ibne Xuba ibne Abu Abedalá Atacafi (al-Mugira ibn Shu'ba ibn Abu Abd Allah at-Thakafi) foi um dos mais proeminentes companheiros (sahaba) de Maomé, que exerceu várias funções políticas sob os califas ortodoxos e os primeiros omíadas. Era pai de Alhajaje ibne Iúçufe com sua esposa Alfaria.

## Vida
Almuguira pertencia a seção alafe (ahlaf) dos tacáfidas (habitantes de Taife, na Arábia) e era membro dos mucátibas, guardiões do santuário do templo de Alate (al-Lat) em Taife. Era sobrinho de Urua ibne Maçude, um companheiro de Maomé e mártir. Por atacar e saquear alguns caravaneiros enquanto dormiam, foi forçado a deixar Taife e partiu para Medina, onde ofereceu seus serviços a Maomé. Maomé usou-o para atrair os tacáfidas ao islamismo e depois que Taife foi rendida, foi enviado à cidade para supervisionar a destruição do templo nacional e a liquidação do tesouro de Alate. Sob o reinado do califa Abacar (r. 632–634), apenas dos principais postos terem sido conferidos aos coraixitas, Almuguira foi capaz de participar dos círculos governantes.
Sob Omar (r. 634–644), foi nomeado governador de Baçorá, porém ao envolver-se num escândalo sua carreira foi temporariamente interrompida. Foi acusado de adultério, e pela lei islâmica deveria ser sentenciado à morte por apedrejamento, porém Omar decidiu apenas demiti-lo; os cronistas árabes afirmam que Almuguira bateu o recorte de casamentos e divórcios na história islâmica: afirma-se variadamente que envolveu-se com 300, 700 ou 1000 mulheres. Em 642, foi reconvocado a vida pública e foi nomeado como governador de Cufa. Em 644, seu escravo Abu Lulua, que estava em Medina, envolveu-se no assassinato de Omar. Sob Otomão (r. 644–656), Almuguira retirou-se à vida privada, enquanto que sob Ali (r. 656–661) foi para Taife com intenção de vigiar os eventos.
Uma conferência foi convocada em Adru, mas Almuguira não foi convidado. Em 660, tomou vantagem da confusão geral que se seguiu ao assassinato de Ali através de uma carta de Moáuia I (r. 661–680), que foi alegadamente uma falsificação, com a qual tomou controle da peregrinação anual para Meca (haje). Diz-se que o Moáuia apreciava indivíduos como Almuguira, um dos dahiyas de seu tempo e um homem "que poderia sair da dificuldade mais desesperançosa". Aproveitando-se de sua ascendência e ambição, o califa nomeou-o em 661 como governador de Cufa, uma região conturbada por intrigas dos xiitas e o frequentemente surgimento de elementos carijitas. Se sabe que não envolveu-se em confrontação direta com os xiitas, aconselhando-os a evitar atritos com o califado. Sexagenário a essa altura, Almuguira preferiu manter-se imóvel em sua posição na esperança de terminar sua carreira conturbada em paz e honra.
O estudioso H. Lammens analisa a situação e conclui que "esse oportunista, que se uniu ao omíadas após calcular friamente, sentia pouco desejo para sacrificar sua paz e lazer à consolidação da dinastia omíada; ele estava unicamente preocupado em manter o lado certo do sagaz Moáuia." No entanto, o problema carijita iria demandar sua atenção. O líder Almostauride estava causando problemas na província, e Almuguira decidiu lidar com a situação incitando os xiitas contra os carijitas; os últimos seriam esmagados. Com uma mistura de brandura e astúcia, Almuguira conseguiu evitar medidas desesperadas contra o povo do Iraque, uma região de problema contínuo, e conseguiu reter sua posição, inclusive com seus súditos lamentando quando faleceu mais tarde.
Diz-se que Almuguira sempre aproveitou os momentos oportunos para causar problemas que requeriam que continuasse em seus serviços, o que explica sua ajuda prestada a Ziade ibne Abi, que era seu sucessor designado; além disso, de modo a remover as suspeitas do califa, sugeriu o plano de proclamar Iázide I (r. 680–683) como herdeiro aparente. Como a situação no Iraque melhorou consideravelmente e a ordem prevaleceu, o califa permitiu que Almuguira permanecesse em seu posto até seu falecimento, que ocorreu entre 668 e 671, quando ele faleceu aos 70 anos ao contrair praga.